# Aeroportul Bobo Dioulasso
Aeroportul Bobo Dioulasso (IATA: BOY, ICAO: DFOO) este un aeroport din Burkina Faso ce deservește zona Bobo Dioulasso. Aeroportul a fost tranzitat în 2020 de 18.220 de pasageri. A fost numit după zona deservită.
Situat la o altitudine de 460 m, aeroportul dispune de o singură pistă.